# Hällmarksskog

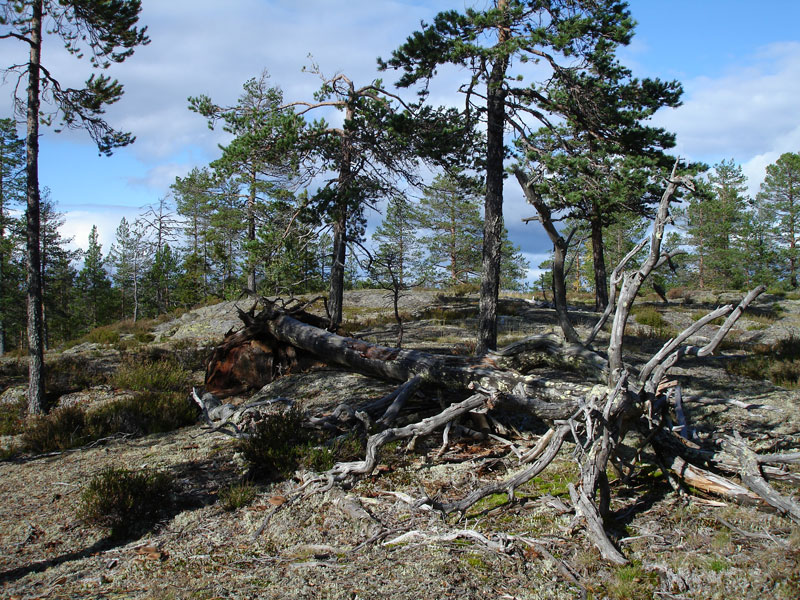
Tallskog på hällmarker på Gabrielsberget i norra Ångermanland.

Hällmarksskog eller hällmarkstallskog är en nordisk vegetationstyp som växer på hällmark, det vill säga urberg. Den är ofta mycket torr, har ett tunt jordlager och är näringsfattig med ett pH under 7. Jordmånen är podsol, eftersom det är en typ av barrskog.
Denna form av växtsamhälle finns på de platser under högsta kustlinjen som på grund av sin höjd var särskilt utsatta och spolades rena av vågorna vid landhöjningen så att bara berget återstod. 
Hällmarksskog är ofta artfattig. Växter som lever där är lågvuxen, gles, tallskog, ljung (oftast i grundare svackor där lite humus har samlats), lingon, renlav, bägarlavar, svampar och tulkört. Bland djuren kan nämnas myror, enkelfotingar och skalbaggar. Där finns fåglar som tjäder, hackspettar, korsnäbbar, dubbeltrast, nattskärra, rödstjärt och mesar.
Eftersom tallen dominerar trädskiktet kallas ofta vegetationstypen hällmarkstallskog. Tallarna rotar sig i sprickor mellan hällarna, men blir sällan högvuxna. Eftersom tallarna står glest blir de lätt grovgreniga med vida kronor, något som bland annat lockar fiskgjusen att bosätta sig där. Även tjädern behöver hällmarkerna.
På grund av den ringa näringstillgången växer träden glest och långsamt, vilket gör att produktionen inte är särskilt effektiv från skogsbrukssynpunkt. På så sätt har hällmarksskogen många gånger fått stå orörd och efter hand utvecklat en naturlig karaktär, med olikåldrade träd, torrakor och lågor. Därför har hällmarksskogen blivit en kontrast till den brukade och välskötta skogen i omgivningarna.
Törskateangripna toppar och solexponerade torrträd tillsammans med att träden är senvuxna gör att skogen hyser en speciell vedfauna. Framförallt är det de värmekrävande praktbaggarnas larver som får sina utvecklingskrav uppfyllda.